# Balkan
Bán đảo Balkan là một khu vực địa lý ở giữa biển Adriatic và biển Đen ngay góc đông nam của châu Âu, phạm vi chi tiết chiếu theo định nghĩa mà có rất nhiều cách nói khác nhau. Bán đảo Balkan có diện tích chừng 467.000 kilômét vuông và dân số 33,857,776 người. Bán đảo Balkan vào thời đại Hy Lạp cổ đại được gọi là bán đảo Haemus. Tên gọi của khu vực đó dùng phỏng theo mạch núi Balkan đi xuyên qua trung tâm Bulgaria đến phía tây Serbia.
Bán đảo Balkan, bán đảo Iberia - nằm ở Tây Ban Nha và Bồ Đào Nha cùng với bán đảo Apennine nằm ở Ý gộp lại gọi là ba bán đảo lớn ở Nam Âu. Bán đảo Balkan bao gồm toàn bộ lãnh thổ của Hi Lạp, Bulgaria, Albania, Montenegro, Bắc Macedonia và Bosnia và Herzegovina cùng với một phần khu vực của Slovenia, Croatia, Serbia, România và Thổ Nhĩ Kỳ.
Khu vực Balkans từ xưa đến nay tồn tại rất nhiều mâu thuẫn, trong đó có mâu thuẫn tôn giáo, và cũng có tranh chấp lãnh thổ. Bởi vì tính trọng yếu địa chính trị của bán đảo, sự can thiệp của các cường quốc từ đó tới nay khiến cho mâu thuẫn ở khu vực này thường xuyên bị phóng đại thành chiến tranh, vì nguyên do đó mà có tên gọi là "kho thuốc nổ của châu Âu". Tuy nhiên, bán đảo Balkan những năm gần đây (từ sau nội chiến Yugoslav đến nay) đã thực hiện ngừng bắn và hoà bình, chỉ bất chợt mới có một số tranh chấp về phương diện chủ quyền lãnh thổ, thí dụ như vấn đề chủ quyền của Kosovo. Sự kiện Sarajevo - một trong những điểm kích động khởi phát của đại chiến thế giới lần thứ nhất, cũng phát sinh ở trên bán đảo Balkan.

### Vị trí

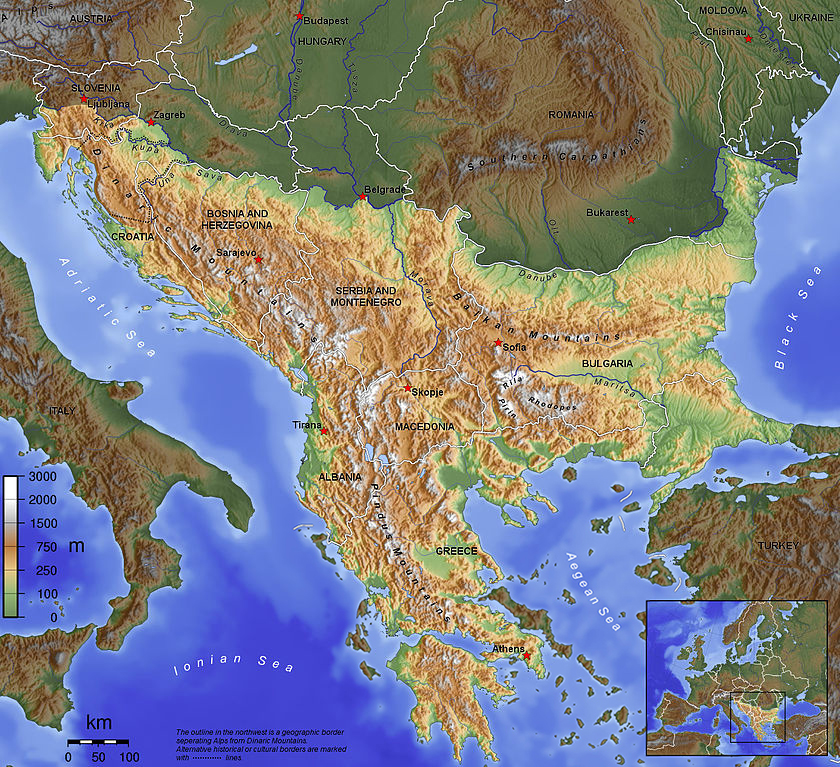
Môi trường địa lí của bán đảo Balkan.